# 홍콩 6호 간선
홍콩 6호 간선(중국어: 香港六號幹綫, Route 6)은 홍콩에서 새롭게 건설되는 간선도로로, 야우마데이에서 정관오까지 이어주게 되며 2017년 공식으로 착공, 정식으로 개통되는 시기는 빨라야 2021년 첫 개통이 예상되며 완전히 개통되는 시기는 2025년으로 잡는다. 그래서 홍콩의 중심부인 가우룽을 통과하고 있는 특이한 도로이기도 하지만, 이 도로가 제3차 종합운송연구에서 우선순위가 가장 높은 간선도로일 가능성이 있는 도로 중의 하나이다. 주요 경유지를 살펴보면 야우마데이에서는 홍콩 3호 간선을, 옛 카이탁 공항 부지를 재개발하고 있는 지역의 지하를 통과하게 되는 센트럴 가우룽 간선과 이름이 지정되어 있지 않는 해저 터널을 통과하게 되는 홍콩 5호 간선과도 접촉한다. 그 뒤로는 가우룽완에서 홍콩 2호 간선의 관통 바이패스를 지나가게 되며, 또한 램틴에서는 동남가우룽 T2 주간선도 물론 지나가지만 다시 교차하게 되는 도로 시설물인 둥구 해저 터널도 통과된다. 또한 제안된 다른 경로도 물론 경유하며, 정관오에서는 정관오-람틴 터널이 물론 지나간다.
따라서 해당 노선은 정식으로 완공되면, 카우룽 일대의 교통 혼잡을 완화시켜 주는 조건이 성립된다. 그러니까 교통 흐름새도 많이 좋아지게 되며, 현재 계획되고 있는 정관오 터널의 대체 도로로도 구실할 수 있게 된다.